# Hexathele wiltoni
Hexathele wiltoni är en spindelart som beskrevs av Forster 1968. Hexathele wiltoni ingår i släktet Hexathele och familjen Hexathelidae. Inga underarter finns listade i Catalogue of Life.